# ستاروود
ستار وود للفنادق و المنتجعات السياحية حول العالم. تعد واحدة من أكبر الشركات التي تمتلك وتشغل وتمنح حق الامتياز وإدارة الفنادق والمنتجعات والمنتجعات الصحية والمساكن وممتلكات العطلات. استحوذت عليها شركة ماريوت الدولية في عام 2016.
كان لدى ستار وود 11 علامة تجارية وتملك أو تدير أو حصلت على حق الامتياز 1،297 عقارًا يضم 370،000 غرفة فندقية في حوالي 100 دولة.
تأسست ستار وود في عام 1969 كصندوق استئماني للاستثمار العقاري. في عام 1995 ، تم الحصول عليها وإعادة تنظيمها من قبل باري سترينليشت ، الذي كان رئيسًا لها حتى عام 2005 ومؤسس مجموعة ستار وود كابيتال. عقدت الشركة شراكة تجارية مع برنامج ولاء أمريكان إكسبريس.